# Čeleken
Čeleken (turkmensky  Çeleken, rusky Челекен полуостров) je poloostrov na východním pobřeží Kaspického moře v Turkmenistánu.

## Geografie
Poloostrov vznikl ve 30. letech 20. století z ostrova Čeleken, který se při snižování hladiny Kaspického moře připojil k pevnině. Rozloha je asi 500 km², povrch je převážně plochý, maximální výška je 100 m n. m. Převládají zde pouště a slaniska, kterým se zde říká solončaky. Nachází se zde ložiska ropy a ozokeritu.
Na západním cípu poloostrova se nachází město Chazar, které se až do 90. let 20. století jmenovalo Čeleken. Jižně od Chazaru jsou osady Lačin a Karagol. Na severu poloostrova je osada Gok-Bajir.
Na poloostrově se nachází jezero Porsou-Gel, které vzniklo z kráteru bahenní sopky. Je naplněno slanou vodou a uvolňuje se v něm ropa a zemní plyn.

## Klima
Klima na poloostrově je kontinentální, suché s ročními srážkami kolem 150 mm.

## Dějiny
Oblast poprvé prozkoumal a zmapoval v roce 1715 ruský cestovatel Alexandr Bekovič-Čerkasskij. Během kaspické expedice v roce 1719 pobřeží prozkoumal ruský kartograf Fjodor Ivanovič Sojmonov, který sestavil podrobnou mapu. Na mapách 18. a 19. století ostrov objevuje pod názvem Něftjanoj nebo Něftonia. Nejdetailněji popsal ostrov Grigorij Karelin v roce 1832 a poznamenal, že se tam vyskytují čtyři druhy ropy.
V roce 1877 bylo v oblasti otevřeno první ropné pole na území dnešního Turkménistánu.
Po roce 1937 se ostrov připojil k pevnině.
V letech 1945 až 1948 na poloostrově existoval pracovní tábor Krasnovodslag, kde byli především váleční zajatci a političtí vězni, kteří těžili ozokerit.
V roce 1995 se hladina Kaspického moře zvedla a poloostrov se dočasně stal opět ostrovem.

## Galerie

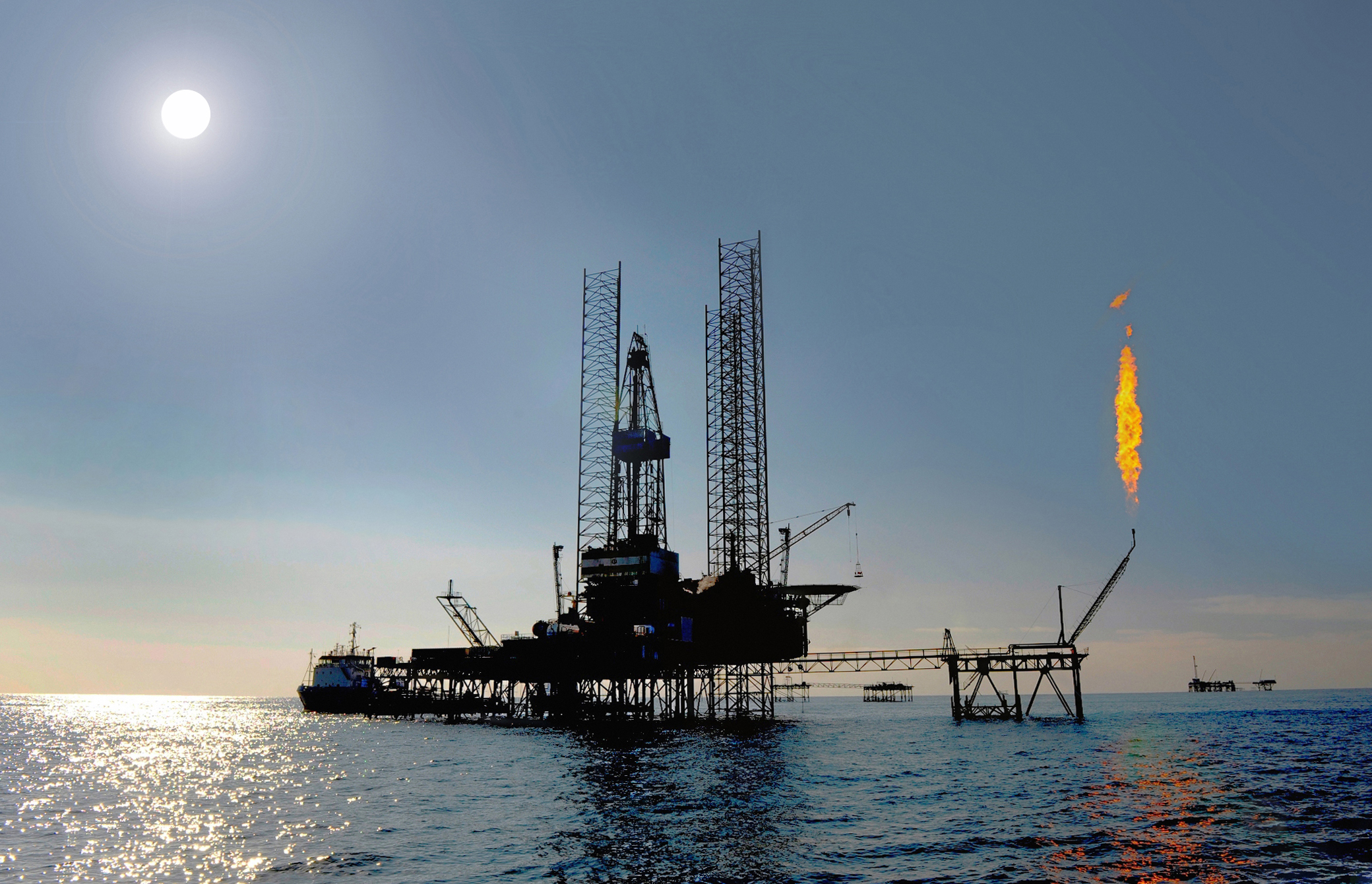
Ropná plošina u Čelekenu (rok 2009)
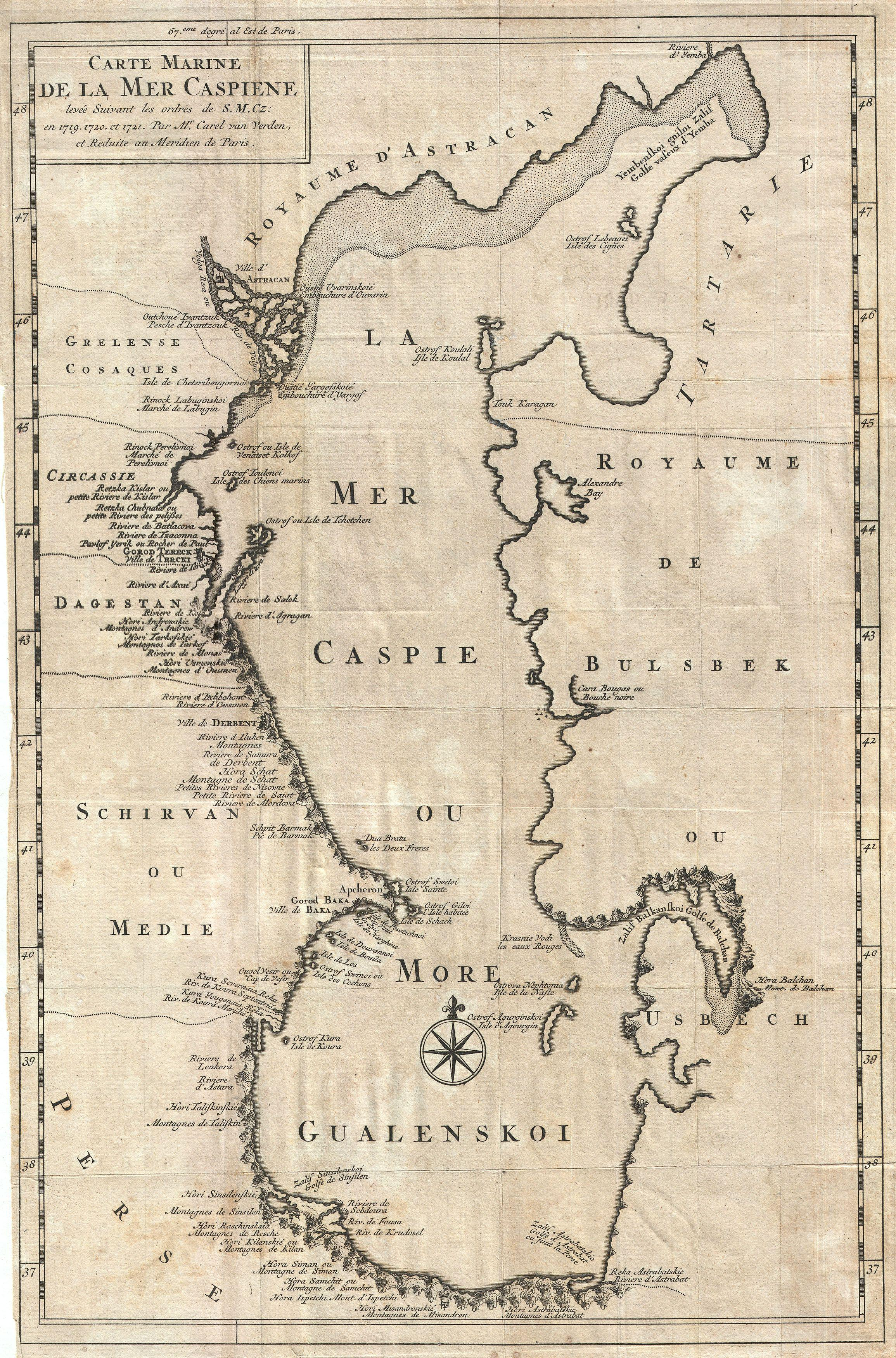
Mapa Kaspického moře s vyznačeným ostrovem Něftonia zde Ile de la Nafte
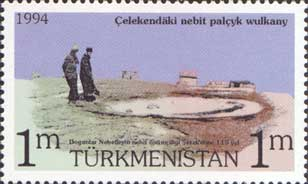
Sirný pramen na Čelekenu na turkmenské poštovní známce (rok 1994)
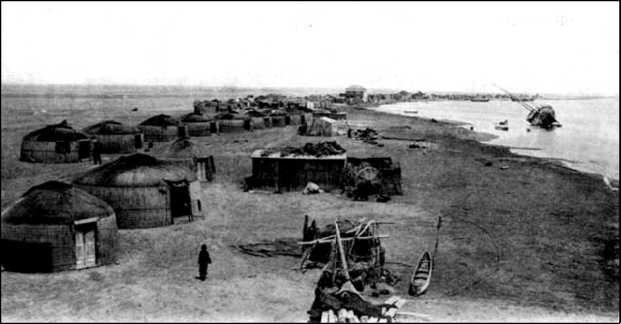
Osada Karagol na Čelekenu (rok 1913)